# 乙硼烷
乙硼烷一種是无机化合物，化学式为B2H6，是目前能分离出的最简单的硼烷。乙硼烷在室温下为无色气体，可以与空气形成爆炸性混合物，并且在潮湿空气中自燃。有剧毒。
乙硼烷具有较高的化学活性，容易与各种无机分子和有机分子起反应。这不仅是因为乙硼烷生成热为正值（即所谓吸热化合物），还由于硼对氟、氧、氮、磷等电负性强的元素有很大的亲合力。

## 物理性质
乙硼烷为无色气体，其蒸汽压为(3.00×104±133)Pa(-111.6℃)，相对密度为0.477(-122℃)及0.577(-183℃)。

## 结构
乙硼烷分子具有D2h点群。两个硼原子各用两个 sp2 混成軌域与两个氢原子的 1s 轨道重叠形成 B-H σ键的同时，每个硼原子又用第三个 sp2 混成軌域和余下的一个 p 轨道组合成两个轨道 Φ，分别位于平面上下。两个轨道分别与两个氢原子的 1s 轨道成两个垂直于平面的三中心两电子 BHB 键，正好用上余下的4个价电子。因此乙硼烷分子不能自由旋转。

## 合成
乙硼烷可通过以下方法合成：
- 用质子进行阳离子取代：

MnB + 3H+ → 1/2 B2H6 + Mn3+
- 用单质氢进行氢化：

BCl3 + 3H2 → 1/2 B2H6 + 3HCl
R3B + 3H2 → 1/2B2H6 + 3RH
- 用金属氢化物和复合氢化物进行H−取代：

6 BF3 + 8 NaH → B2H6 + 6 NaBF4
4BCl3 + 3LiAlH4 → 2B2H6 + 3LiAlCl4
3LiBH4 + (C2H5)2O.BF3 −(C2H5)2O→ 2B2H6 + 3LiF + (C2H5)2O（纯度90-95%）
3NaBH4 + 4BF3 −二甘醚→ 2B2H6 + 3NaBF4
LiAlH4 + BF3 → B2H6 + LiF + AlF3
这个反应在室温即能进行。其机理分为两步，具体如下：
(1)LiAlH4 + BF3 → LiBH4 + AlF3
(2)LiBH4 + BF3 → B2H6 + LiF
- 通过质子迁移或电解，从BH4−离子中脱去H−：

KBH4 + H+ −无水酸→ 1/2 B2H6 + K+ + H2
LiBH4 −电解→ Li + 1/2 B2H6 + 1/2 H2
NaBH4 + H2PO3F −真空→ 1/2 B2H6 + NaHPO3F + H2（产率79%）
KBH4 + H3PO4→ 1/2 B2H6 + H2 + KH2PO4
- 高级硼烷热解：

B4H10  −△→ B2H6 + 高级硼烷和聚合物
B4H10 + B5H11 −△→ 2B2H6 + B5H9
- 通过配位使高级硼烷降解：

B4H10 + 2(CH3)2O → (CH3)2O.BH3 + (CH3)2O.B3H7
(CH3)2O.BH3 → 1/2 B2H6 + (CH3)2O
- 用硼氢化钠还原氯化亚汞：

2NaBH4 + Hg2Cl2 −二甘醚→ B2H6 + H2 + 2NaCl + 2Hg

## 反应
乙硼烷可进行的反应可大致分为以下几种：

### 加合反应
乙硼烷是缺电子化合物，可以与许多配体形成单桥加合物，如C5H5N·B2H6等。这类加合物的通式为：
L → BH2 … H … BH2

### 取代反应
乙硼烷分子中的端梢氢原子，可被一些有机基团取代形成各种各样的有机衍生物：
(6-n) B2H6 + 2n BR3 ⇔ 6 B2H6-nRn (n=1,2,3,4)
形成五、六取代物的同时往往伴随桥键的断裂而发生歧化反应。
卤代乙硼烷（氟除外）可通过B2H6与BX3的平衡反应制取，溴代物也可通过乙硼烷直接溴代获得。
乙硼烷在低温就可以和醇、醚、酮及酯类发生反应 ：
B2H6 + 4 CH3OH → 2 HB(OCH3)2 + 4 H2
B2H6 + 4 CH3COH → 2 HB(OCH2CH3)2
B2H6 + 4 CH3COCH3 → 2 HB[(OCH2CH3)2]2
B2H6 + 2 CH3COOC2H5 → 2 HB(OC2H5)2

### 加成反应
乙硼烷可与烯烃定量加成，产物是烷基硼：
3RCH=CH2 + 1/2 B2H6 → (RCH2CH2)3B
烷基硼在有机合成中具有重要用途。参见硼氢化反应等。
B2H6 + 6 C6H6 → 2 (C6H5)3B + 6 H2
乙硼烷可以和苯在100℃下反应。
B2H6 + BCl3 ⇔ B2H5Cl
乙硼烷和溴、碘反应分别产生B2H5Br和B2H5I. B2H5Cl极不稳定。 
乙硼烷也可以和一氧化碳反应：
B2H6 + 2 CO ⇔ 2 BH3CO（羰基甲硼烷）

### 还原反应
乙硼烷是亲电试剂，并且可将很多官能团还原，如将醛和酮还原为醇，腈还原成胺，肟还原成N-烷基羟胺，施夫碱还原为仲胺等。
乙硼烷极易水解，与水反应生成硼酸和氢：
B2H6 + 6H2O → 2H3BO3 + 6H2
而相对分子质量较大的戊硼烷和癸硼烷只有加热才能水解。 
乙硼烷与氨在90 °C反应生成环硼氮烷：
3 B2H6 + 6 NH3 → 2 B3N3H6 + 12 H2

### 氧化反应
极纯的硼烷在干燥空气或氧气中并不自燃，但如果有微量杂质存在，就立刻发生自燃现象。
B2H6 + 3 O2 → B2O3 + 3 H2O
此反应放热很大，故硼烷可在火箭和导弹中用作高能喷射燃料。
二硼烷可以和卤素反应。和氯气的反应很剧烈。
B2H6 + 6 Cl2 → 2 BCl3 + 6 HCl

## 用途
乙硼烷被用于火箭推进剂，也被用于制取半导体用高纯硼的原料。
还可与烯烃发生硼氢化反应制醇，这是制醇的重要方法。

## 储存
乙硼烷可以储存，但长期存放逐渐转变为氢及高级硼烷。

## 扩展阅读
- H. C. Brown "Organic Synthesis via Boranes" John Wiley, New York, 1975. ISBN 0-471-11280-1.